# Боболи (градина)
Градина „Бòболи“ (на италиански: Giardino di Boboli) е исторически парк в град Флоренция, Италия. Създадена като градина на Великия херцог при Палацо „Пити“, тя е свързана и с Форт „Белведере“ – военен аванпост за безопасността на суверена и семейството му. Градината, която посреща над 800 000 посетители всяка година, е един от най-важните примери за италианска градина в света и е истински музей на открито поради архитектурно-ландшафтната среда и колекцията от скулптури, вариращи от Римската античност до XX век. Тя е една от най-известните градини на Италианския полуостров.
Градината е построена между XVI и XIX век от Медичите, а след това от Хабсбург-Лотарингите и Савойците, и заема площ от около 45 000 m². През годините нови части с различни оформления са добавени към първото оформление на късния ренесансов стил, видимо в най-близкото до сградата ядро: по оста, успоредна на сградата, се ражда перспективната ос на Виотолоне (Голямата алея), от която чакълести пътеки водят до езера, фонтани, нимфеуми, малки храмове и пещери. Забележително е значението, което статуите и сградите придобиват в градината, като павилионът Кафехаус от XVIII век (рядък пример за Рококо стил в Тоскана), който позволява да се насладиш на гледката към града, или лимонената оранжерия (Лимоная), все още в оригинален зелен лотарингски цвят.
Градината има четири входа, които могат да се използват от обществеността: от двора на Аманати в Палацо „Пити“, от Форт „Белведере“, от улица „Романа“, наречен „Вход на Аналена“, и от площада на Порта Романа, както и изход през площад „Пити“.

## История
Първите покупки на имоти в района на Олтрарно от Чоне ди Бонакорсо Пити датират от 1341 г. Произходът на името „Боболи" може би идва от популярно съкращение на фамилното име на семейство Борголо или Борголи, което е имало владения в тази територия на народа на Санта Феличита в Олтрарно и което от своя страна вероятно е взело името си от „borgo“, или по-скоро от онова ядро от къщи, което се е разгръщало по посока на Понте Векио, преди районът да бъде включен в стените на Флоренция.

След това тези земи попадат в ръцете на банкера Лука Пити през 1418 г., 40 години преди да започне строителството на сградата, която носи името си от това на неговото семейство. С прехвърлянето на собствеността на Медичите през 1549 г., след закупуването на сградата и пристройките от Елеонора ди Толедо, съпруга на Козимо I де Медичи, започва разкрасяването и разширенията, които включват и градината. Архитектът на зеленото пространство първоначално е Николò Триболо, който десет години по-рано вече е работил превъзходно върху градините на Вила на Медичите в Кастело. Триболо оставя проект, към който почти сигурно се приписва амфитеатърът, получен от разкопките на хълма, с първата перспективна ос северозапад / югоизток, естествено продължение на двора на Аманати, между двореца и бъдещия Форт „Белведере“. Пиетрафорте (финозърнест пясъчник с карбонатен цимент и типичен флорентински строителен камък), използван за изграждането на Палацо „Пити“, е взет от този басейн, който следователно е изкуствен. 
Триболо умира малко след това през 1550 г., така че ръководството на работите преминава към Бартоломео Аманати и по-късно към Бернардо Буонталенти. Изглед с градината от края на XVI век се намира в един от люнетите на вилите на Медичите от серията на Юстус Утенс от около 1599 г. (преди това във вилата на Артимино, а понастоящем във вила „Ла Петрая“).
По време на управлението на Козимо II (1609 – 1621) градината претърпява най-важното разширение, почти утроявайки площта си, дело на Джулио Париджи и сина му Алфонсо, създатели на втората ос към Порта Романа (т. нар. Viottolone).
Градината е отворена за обществеността за първи път, макар и със съответните ограничения, по време на управлението на Петер Леополд II Лотарингски.
През юни 2013 г. тя става обект на световното наследство на ЮНЕСКО.

## Описание
Като цяло градината има неясно удължена триъгълна конфигурация, със стръмни склонове и две почти перпендикулярни оси, които се пресичат близо до Фонтана на Нептун, който се откроява на фона на панорамата. Започвайки от централните пътеки на осите, се развиват серия от тераси, алеи и пътеки, перспективни гледки със статуи, пътеки, поляни, затворени градини, сгради и древни розови храсти, в неизчерпаем източник на любопитни и сценографски среди.
Тук се намира и Фонтанът на мостачини-те, чиято поредица от малки водопади е свидетелство от XVII век за древните поилки за птици – примамки, използвани в практиката на лов на птици. Има и поредица от стари подземни акведукти, които захранват целия комплекс.
Част от градината е посветена на колекцията от камелии, която започва през XVII век и която днес, благодарение на работата на градинарите, е частично възстановена след период на упадък. Между 2000 г. и 2005 г. Тепидариумът на горната ботаника е в центъра на поредица от реставрационни и почистващи интервенции на външната и вътрешната среда, за да направи сградата отново функционална.

### Първа ос

#### Амфитеатър
Главната ос, центрирана върху задната фасада на сградата, се изкачва на хълма Боболи през дълбок амфитеатър с формата на подкова.
Амфитеатърът отбелязва точката, където е изкопан хълмът Боболи, за да се добие пиетрафорте, използвана за изграждане на Палацо „Пити“. Идеята за разполагането му в голямо пространство, което има очертание на камбана, датира от Николо Триболо, който обаче много вероятно е замислил тази зона като зелена архитектура, разделена от вечнозелени горички. Обогатен е със стъпала едва през 1599 г. Едикулите с мраморни статуи в античен стил и теракотени урни са проектирани от Джулио и Алфонсо Париджи Млади между 1630 и 1634 г. Сградата е открита през 1637 г. по случай коронацията на Витория дела Ровере, съпруга на Фердинандо II де Медичи, като велика херцогиня на Тоскана.
В центъра някога се е намирал Фонтанът на океана, който през XVII век е преместен в югозападния край на градината (в Изолото), за да може да се използва амфитеатърът за представления според разпространената навремето мода на театралните представления.
Центърът на амфитеатъра е украсен през 1790 г. с египетския обелиск, единственият в Тоскана, както и един от най-старите паметници в целия регион. Обелискът датира от 1500 г. пр.н.е. (много време преди разцвета на етруската цивилизация) и идва от Хелиополис в Египет. Донесен е в Рим по времето на Домициан и е издигнат в храма на Изида на Марсово поле. След като е открит в края на XVI век, той се озовава в градината на Вила Медичи в Рим. Той е транспортиран във Флоренция през 1788 г. по заповед на великия херцог Петер Леополд II, когато той събира всички колекции на Медичите в града, за да украси дворците си.
През 1840 г. обелискът е съчетан с голема вана от сив гранит, издълбана от един блок и вероятно идваща от Алесандринските бани (Термите на Нерон) в Рим.
От амфитеатъра можеш да се насладиш на красива глека към задната част на сградата, с крилата, разположени около двора на Аманати и Фонтана на артишока.
- Анфитеатърът с обелиска на снимка на Паоло Монти от 1965 г.
- Обелискът и гранитената вана
- Стъпалата на амфитеатъра
- Амфитеатърът видян от двореца с Фонтана на артишока
- Голямата вана

#### Басейн на Нептун
По-нагоре, отвъд амфитеатъра, е Басейнът на Нептун, през двойна рампа, украсена с три статуи от римската епоха: Септимий Север отляво, римски магистрат отдясно (всяка върху погребален камък) и в центъра 'Деметра върху римска основа (римско копие на гръцки оригинал, вероятно от Алкамен, ученик на Фидий).
Басейнът на Нептун е създаден през 1777 – 1778 г. на мястото на разсадник. Тук се събират водите, които напояват цялата градина и извират по-нагоре по течението, под Градината на рицаря.
В центъра на басейна стои фонтанът на Нептун със статуята на бога на морето, излизаща от скалиста издатина, на която се намират и наяди и тритони. Основната статуя е дело на скулптора Столдо Лоренци от 1571 г., а фонтанът е наричан от непочтителните флорентинци „Фонтанът на вилата“ или „на вилицата“ поради тризъбеца, държан от Нептун в момента на удара. Около фонтана има полегати затревени тераси, които възпроизвеждат формата на амфитеатъра отдолу.
В горната част на тази област е Статуята на Изобилието от 1636 г., дело на Пиетро Така (със сътрудничеството на Себастиано Салвини), вече започната от Джамболоня през 1608 г. Това е произведение от бял мрамор с житен сноп от позлатен бронз. Фигурата има чертите на Йохана Австрийска, съпруга на Франческо I де Медичи, и е поръчана като светилище за Великата херцогиня, която загива едва на 31 г. бременна при падане по стълбите на двореца на 11 април 1578 г. Първоначално статуята е предназначена за възпоменателна колона за Пиаца Сан Марко, която обаче никога не е построена.
В тази горна зона градината се характеризира с отбранителните стени, които се простират от близкия Форт „Белведере“, който се откроява вляво. За смекчаване на гледката към граничната стена има множество дървета, жив плет и голямо разнообразие от растения, които създават някои живописни пътеки.

През 1933 г. тук се състои представянето на „Сън в лятна нощ“ на Менделсон под диригентсвото на Фернандо Превитали и с режисура на Макс Райнхард.
- Септимий Север.
- Деметра.
- Римски магистрат.
- Статуя на изобилието на Пиетро Така, почит към Йохана Австрийска

#### Градината на конника
В горната част на тази ос, в шахматно положение на юг и с градските стени, маркиращи нейната граница, се намира Градината на конника (на итал. Giardino del Cavaliere) – една от затворените градини на Боболи, която се намира точно над бастион – част от укрепленията, построени от Микеланджело през 1529 г. преди обсадата на града следващата година. Във военната архитектура „конник“ се е наричала структура, построена над бастион и от това произлиза името на градината. За да се стигне до него, човек се изкачва по стълбище с извити и кръстосани рампи с малка тераса, изградена над малка кръгла стая; това стълбище е проектирано от Дзаноби дел Росо между 1790 и 1793 г.

Двете статуи, които украсяват стълбището, изобразяват Флора и Младия Юпитер, и двете от Джовани Батиста Качини.
Градината е украсена с ниски живи плетове, които създават геометрични форми и съдържат редки и ароматни видове далии и рози, които цъфтят между май и юни. Централният фонтан се нарича Фонтан на маймуните поради трите бронзови маймунки в основата му, дело на Джамболоня. В центъра на басейна, водата блика от мраморно путо, приписвано на Пиерино да Винчи или Николо Триболо.
Тук се намира Казино дел Кавалиере – сграда, построена около 1700 г. по поръчка на Козимо III де Медичи, където кардинал Леополдо де Медичи е провеждал художествени и литературни разговори и където Джан Гастоне де Медичи се е уединявал.
Трезвите днешни форми, със стените, украсени с боядисани рамки и корнизът, украсен с теракотени вази и статуи, се дължат на аранжировката на Дзаноби дел Росо от името на Лотарингите, който го използва като място за летните тържества на двора. От 1973 г. е дом на Музея на порцелана.
Привилегированата позиция, която доминира задната част на хълма Боболи, все още предлага нежна панорамна гледка до Кула „Гало“, като земеделската земя е частично култивирана с маслинови дървета.

Под Казино дел Кавалиере има голямо водно находище, наречено Находище на пъстървата, от което тръгват тръбите за напояване на цялата градина.
- Двойната извита стълба
- Панорамен изглед към градината
- Фонтан на маймуните
- Бронзови маймунки

### Вляво от първата ос

#### Кафехаус
Връщайки се надолу по хълма на североизток, повече или по-малко на височината на Статуята на изобилието, се стига до Кафехаус – павилион в стил Рококо, покрит с екзотичен купол с прозорци и маркиран с тераси от струни от Дзаноби дел Росо (1776 г.), в основата на която, заобиколена от двойно извита стълба, има малка пещера. Сградата, в силно панорамна точка, представлява и визуалната точка на изчезване на Viottolone – голямата алея, която представлява втората ос на разширяването на градината, която е водела до Вилата на Медичите в Поджо Империале. Оттук, продължавайки на север, се стига до входа на Форт „Белведере“ в подножието на отбранителните стени, което също дава достъп до Градина „Бардини“ и хълмистия път „Коста Сан Джорджо“.

#### Поляна на Ганимед
Пред Кафехаус има наклонената поляна с Фонтана на Ганимед от XVII век в центъра.

#### Градина на Мадам
Все още от тази страна, още по-вляво, е Малката пещера на Мадам (Grotticina della Madama) или на козите, построена от Давиде Фонтини по проект на Николо Триболо. Украсена с порести декорации, сталактити и мраморен басейн, увенчан с четири статуи на кози, от които някога е течала вода. Пещерата се намира в единия край на т. нар. Градина на Мадам, с няколко геометрични цветни лехи, построена около 1570 г. за Йохана Австрийска. Градината пред пещерата, характеризираща се с няколко цветни лехи, оградени с жив плет, се нарича Градината на Мадам.
- Екстериор на Пещерата на Мадам
- Интериор на Пещерата на Мадам
- Таван на Пещерата на Мадам

#### Градина на Юпитер
Малко по-надолу следва Овощната градина на Юпитер със статуята на седналия Юпитер, от Бачо Бандинели (1556 г.), докато близо до тази градина са двете големи статуи на дакийските затворници – древни скулптури от II век, преди това във Вила Медичи в Рим; двамата покорени варвари с вързани ръце и дрехи от червен гранит вероятно идват от Форума на Траян: те са много подобни на тези, използвани повторно в Арката на Константин. Двете основи с релефи на Богинята на победата, Диоскурите и победените варвари пък идват от Храма на Слънцето на древноримския път Виа Лата, построен от Аврелиан или, по-малко вероятно, от близката арка Arcus Novus.
- Лехи на Градината на Юпитер
- Статуя на Юпитер
- Дакийски затворник
- Изваяна основа

#### Ниво на двореца
Слизайки до нивото на сградата по серпентина, използвана от карети, се стига до зона, покрита с чакъл, където някога са били разположени файтоните с коне.
Близо до изхода на Пиаца „Пити“ се намира Фонтанът на Бакино от Валерио Чоли от 1560 г. – пример за гротескния стил, популярен в градините между XVI и XVII век. Представлява фигурата на дебелото джудже Морганте, най-популярното от придворните джуджета на Козимо I, голо и възседнало костенурка. Статуята днес е заменена с копие (оригиналът се съхранява в депозитите на градината).
От тази страна на граничната стена минава Коридорът на Вазари, който тук има каноничния изход на своята днешна музейна обиколка, а малко по-нататък, отново по ръба, е известната Пещера на Буонталенти.

#### Пещера на Буонталенти
Голямата пещера или Пещерата на Буонталенти, е един от най-ценните елементи на парка. Изграждането ѝ се дължи главно на Бернардо Буонталенти, който я създава между 1583 и 1593 г. по поръчка на Франческо I де Медичи като една от най-странните и изненадващи архитектури във Флоренция. Изкуствената пещера е шедьовър на маниеристичната архитектура и култура и представлява уникална комбинация от архитектура, живопис и скулптура. Неслучайно четирите недовършени статуи Prigioni на Микеланджело са били там до 1924 г., сега се съхраняват в Галерия на Академията.
- Вход към Пещерата на Буонталенти. Вляво минава Коридорът на Вазари
- Интериор на пещерата

### Вдясно от първата ос
Отново нагоре, от Градината на конника, ако вместо това се слезе на юг, преди да се стигне до Поляната на Учеларе, перспективната входна точка на втората ос на градината (Viottolone), се натъкваш на второ стълбище, фланкирано от жив плет и украсено от две статуи на седнали музи.
Малко след това е мраморната група Лавакапо (1595 – 1597), дело на Валерио Чоли за Фердинандо I де Медичи.
Оттук се навлиза в поляна, която минава отгоре по протежение на Басейна на Нептун (вж. по-горе), където има някои сгради, в древността служили за домове на градинарите, навеси за инструменти и растения през зимата. Тук са и ragnaie, т.е. гъсти горички, където се опъват мрежи за улов на малки птици.
В сенчестите пътеки, които заемат пространството между амфитеатъра и Поляната на Пегас, заобиколени от високи дървета, има две любопитни сгради, покрити с куполи и частично под земята: това са двата ледника на Боболи – предшественици на днешните хладилници. Тук, благодарение на леда, който се е транспортирал ежедневно от Абетоне и благодарение на средата, която е пресъздавала климатичните условия на пещерите, се е съхранявала храната, предназначена за кухните на Великия херцог.
- Първата статуя на седнала муза
- Втората статуя на седнала муза
- Куполът на един от ледниците

### Втора ос

#### Поляна на Учеларе
Идеалният вход към втората ос е т. нар. Поляна на Учеларе („uccellare“ означава лов на малки птици и всъщност така са се наричали поляните в гориста местност), разположена на високо място и пресечена от Viottolone (въпреки че към север, отвъд поляната, към амфитеатъра, тази алея се превръща в незначителни изкачвания и спускания).
Тази голяма поляна е заобиколена от вековни каменни дъбове и кипариси и граничи със западната част на градината. В центъра е украсена от счупена колона, а от едната страна има едно от малкото съвременни произведения на градината: монументална бронзова глава от Игор Миторай (1998), оставена в градината след изложбата на полския художник през 2002 г. От тук можеш да се насладиш на отлична гледка към квартал Олтрарно, отвъд Палацина дела Меридиана.
- Гледка към поляната с творбата на Миторай
- Панорамна гледка
- Поляна на Пегас

#### Поляна на Пегас
Под Поляната на Учеларе, пресечена от зигзагообразни пътеки, се простира т. нар. Поляна на Пегас – хълмист склон, който води обратно до нивото на сградата, по-специално пред покрития с чакъл площад на Палацина дела Меридиана.
Тази зона дължи името си на мраморната скулптура на Пегас, дело на Аристодемо Костоли от 1865 г., използвана като символ от Регион Тоскана. Има други статуи и голям басейн от сив гранит. Големите дървета, които стоят изолирани и асиметрични, напомнят вкуса на английската градина.

#### Виотолоне
Виотолоне (Голяма алея) е широка, стръмно спускаща се алея, оградена от два реда кипариси, засадени през 1637 г. и украсена с множество статуи, която маркира вторичната ос (тази от XVII – XVIII век на югозапад) на градината. Статуите, разположени симетрично в близост до кръстовището с трите напречни алеи, са както антични (римски), така и съвременни, предимно от XVIII век.
Районът отляво на алеята, заеман преди от лабиринта, днес има серпентина за кръговото движение на файтоните. В тази зона остава централния басейн на лабиринта, днес заобиколен от елипсовидна цветна леха. Вместо това дясната страна е посветена на лова и там е и оградената градина. От двете страни на Виотолоне минават две прави галерии, внушително заобиколени от растителност.
Входът към Виотолоне от Поляната на Учеларе е маркиран от две статуи, известни като Гръцките тираноубийци, пред сценография от кипариси и лаврови плетове. Тези две статуи имат само античните торсове, като тази отляво е особено ценна и е копие на бронзовата група Аристогеитон от 447 г. пр.н.е. от атинските скулптори Критий и Нексиот.
Виотолоне е пресечен от три странични алеи, които създават шест секции на градината.
- Тираноубиец
- Една от покритите галери до Виотолоне

#### Първа напречна алея
Първата напречна алея, започваща от планината, се състои от пергола от каменни дъбове, които образуват две галерии с ниски каменни седалки отстрани.
Преди да се стигне до главния кръстопът, алеята е маркирана от две статуи; в перспектива отляво се вижда басейн, заобиколен от елипсовидна цветна леха, която е била центърът на един от лабиринтите в тази част на градината.
На мястото на срещата с Виотолоне са поставени четири статуи на всеки ъгъл: „Благоразумие“, „Асклепий0. и умиращият Хиполит“ (от Поликлет) от Джовани Качини, „Есен/ Бакх“ и „Лято /Церера“ от Рафаело Петручи.
В панелите непосредствено на запад се намират: на север, граничеща с Поляната на Учеларе, Cantiere della Sughera (ограден разсадник, използван също за образователни дейности), а на юг Градината на Горната Ботаника, на свой ред зазидана и снабдена с оранжерии и резервоари за отглеждане на изогенни видове. Под тази градина има голямо засводено помещение с ниши, използвано в миналото като хранилище за растителни отпадъци.
В панелите на изток започват горичките от каменен дъб, в които минава криволичеща алея, използвана като кръгово движение на файтони.
Накрая, вдясно е Фонтанът на океана, съименник на по-известния фонтан в центъра на Изолото на Боболи. Този по-малък фонтан изобразява млад мъж, в чиито крака стои делфин, изливащ вода.
- Асклепий с умиращия Хиполит
- Хигея
- Предпазливост
- Есен

#### Втора напречна алея
Втората напречна алея пресича Виотолоне на кръстопът с три римски статуи: „Сенатор“, „Бакх“ и „Плешив философ“, докато четвърта статуя с „Андромеда“ е от XVIII век.
В края на разклонението на лявата напречна алея, близо до градските стени, перспективният изглед е доминиран от колосалния бюст на Олимпийския Юпитер, приписван на Джамболоня (около 1560 г.), върху основа от пясъчник. До статуята е и любопитният Фонтан на мостачини-те от Ромоло дел Тада (1619 – 1621), състоящ се от поредица от малки басейни на различни стъпала, свързани с малки канали и с маски, които изливат вода от едно ниво на по-ниско. В допълнение към естетическата си стойност този фонтан е имал и практическа функция: малките басейни е трябвало да привличат малки птици, които след това са били улавяни с ragne – мрежи, висящи от клоните на близката горичка (известна като ragnaia della Pace). „Мостачини“ са малките маски с намръщени изражения.
- Сенатор.
- Плешив философ.
- Бакх.
- Андромеда.
- Фонтан на мостачини-те.
- Маска от Фонтана на мостачини-те

#### Трета напречна алея
Третата напречна алея е най-югозападната и от кръстовището с Виотолоне множество сложно преплетени пътеки водят до последния сегмент на градината. На кръстопътя между алеите живите чемширени плетове образуват четири екседри, в които са поставени четири статуи: „Асклепий“, „Андромеда“, „Нинфа“ и „Скромност“.
Към тях трябва да се добавят близките групи играчи, изработени от XVIII век според вкуса към селски и обикновени теми: „Играчи на пинята“ от Джован Батиста Капецуоли и „Играчи на сакомацоне“ (1780 г.) от Орацио Мочи въз основа на рисунки от Ромоло дел Тада („Saccomazzone“ е била селска игра, при която двама играчи със завързани очи, все още държащи едната си ръка върху камъка, са се опитвали да прогонят противника, като са го удряли с дълъг парцал с възли).
- Играчи на сакомацоне
- Играчи на пинята
- Андромеда
- Асклепий
- Скромност
- Нимфа

#### Изолото
В края на алеята ботаническият декор внезапно се променя, кипарисите и живите плетове изчезват и се стига до меките форми на Басейна на острова (Vasca dell'Isola), наричана също Островче (Isolotto) и проектирана от Алфонсо и Джулио Париджи през 1618 г. на мястото на „Острова на Венера", чиито статуи след това са преместени на друго място (като путите на Фонтана на артишока).
Площадчето е заобиколено от живи плетове от горски дъб с височина около 12 метра, които оформят фона на множеството каменни и мраморни статуи, изобразяващи различни теми: митологични, исторически, селски, обикновени хора.
В центъра на площада главният герой е големият кръгъл басейн, като островът в центъра е свързан със сушата чрез две пътеки. Големите порти на пътеките се поддържат от две колони, на всяка от които има статуя на козирог – животно символ на силата на Великото херцогство Тоскана. Отстрани на колоните има въображаеми фонтани във формата на мъжки „харпии", които изливат вода в резервоари с формата на мида, със сложна гротескна украса от морски същества.
По оста, перпендикулярна на Виотолоне, има четири фонтана на нивото на външната балюстрада, по два от всяка страна: Фонтанът на Харпиите и Фонтанът на путите, украсени с преплетени делфини, морски животни, фантастични маски и кръгли статуи на върха. Близо до тези фонтани от водата на басейна излизат някои мраморни групи – дело на школата на Джамболоня от 1637 г. със значително внушение: „Персей на кон“ (югоизток) и „Андромеда с глезени, оковани в скалата“ (северозапад); по-специално статуята на Персей е поставена като самата себе си, изскачайки от водата – ефект, който се подчертава от водните струи.
В средата на басейна островчето е оградено с каменен парапет, в чиито вдлъбнатини са разположени теракотени гарафи, които през летните месеци съдържат колекция от цитрусови плодове и други декоративни растения; цитрусови плодове също се срещат подредени по мостиците.

Центърът на островчето е украсен от Фонтана на океана на Джамболоня, съставен от основа с барелефи („Изнасилването на Европа“, „Триумфът на Нептун“ и „Къпането на Диана“), която поддържа кръгъл басейн в гранит от о-в Елба, над който се издига скулптурната група „Нептун, заобиколен от легнали речни богове“. Те представляват Нил, Ганг и Ефрат, които символично изливат водите си в големия басейн, представляващ Океана. Фонтанът на Океана е по-стар от тази част на градината и някога е бил разположен в центъра на амфитеатъра на Боболи: той е изваян за Франческо I през 1576 г. и служи като прототип за всички скулптури на тази тема; оригиналът днес се намира в Национален музей „Барджело“.
- Perseo.
- Един от фонтаните на путите
- Един от фонтаните на харпиите (север).
- Детайл от един от фонтаните на харпиите (юг).

#### Полукръг или Поляна на колоните
По оста на Виотолоне, отделена от Островчето от две симетрични горички, белязани от неокласически вход с малки обелиски, е голямата полукръгла поляна (Еmiciclo) или Поляна на колоните, поради двете колони от червен египетски гранит, които поддържат две вази от бял мрамор, някога принадлежали на лорд Кауър.
Полукръгът е заобиколен откъм извитата страна от поредица чинари, разположени равномерно от дванадесет зелени ниши със статуи (главно бюстове от XVII век). Дясната страна се състои от висок жив плет със зелени ниши, съдържащ четири древни колосални бюста: „Юпитер Серапис“, „Юпитер“, „Неясно мъжко божество“ и „Император Клавдий“. Също така забележителна е статуята на Вулкан от Киарисимо Фанчели.
- Една от колоните на фона на чинари
- Статуя на Вулкан
- Колосален бюст на Юпитер Серапис.

#### Към Порта Романа
Крайният край на градината, зад полукръга, е зает от кръгово кръстовище с геометрични живи плетове, където са поставени множество каменни статуи, като трите гротескни фигури от Ромоло дел Тада, изобразяващи Венера, Купидон и олицетворението на Архитектурата (1617- 1621 г.). Интересен е и Фонтанът на бъчвата, съставен от статуя на фермер, изпразващ бъчва (от Джовани Фанчели, 1560 г.) в леген, направен от римски саркофаг. Подобен е и „Мъж, който копае“ от Валерио и Джовани Симоне Чоли.
Пред входа на Порта Романа е забележителният „Персей“ от Винченцо Данти, преди това във вилата на Медичите в Пратолино, заобиколен от екседра от чемшир, където има и римски саркофаг с „Подвизите на Херкулес“.

### Дясна страна
Изкачвайки се нагоре по страната, която минава по ул. „Романа“, се натъкваш на някои статуи като „Мъж, който излива кофа във вана“ от Валерио Чоли и Джовани Симоне Чоли, докато се стигне до голямата Лимонена оранжерия.

#### Лимонена оранжерия
Медичите са сред първите, които разпространяват модата на цитрусовите плодове в градините си. Цитрусовите плодове са растения, които не растат нормално в Тоскана поради суровите зими, така че са били смятани за екзотични растения. Голямата им декоративна стойност подтиква колекцията от тези растения, които през зимата трябва да намерят подслон на закрито, в специални сгради, наречени limonaia. За да станат възможни тези движения, лимоните не трябва да бъдат засаждани на земята, а в големи теракотени саксии, ръчно изработени и които сами по себе си са ценен орнамент. Лимонаите трябва да са имат мек, но сух микроклимат, така че подът често не е павиран за по-доброто абсорбиране на влага.
Лимоная-та на Боболи се намира по средата между двореца и края на градината. Резултат от трансформацията на предишна фабрика за мозайки, порести орнаменти и статуи (и бивше седалище на Компания ди Санта Бриджида), тя е построена около 1778 г. по проект на Дзаноби дел Росо по време на общо пренареждане на градината, поръчано от великия херцог Петер Леополд II. На това място по времето на Козимо III е имало менажерия с екзотични животни, закупени или получени като подарък от чуждестранни суверени (жирафи или хипопотам, сега препарирани и съхранявани в Museo della Specola), но също и животни за кухните. Преди това цитрусовите плодове са били държани в т. нар. Станцоначо от Джулио Париджи (1618 г.), но сега той е твърде далеч и под наклон след разширяването към полукръга.
Фасадата на лимонената оранжерия е изградена от редовното повторение на четири пространства с четири големи прозореца плюс четири горни прозореца, разделени от пиластри; в горната част има картуш с фестони от плодове и леко издаден фронтон; огледалата около прозорците имат мазилка в цвят „лотарингско зелено", използвана и в Кафехаус, но за разлика от него цветът на лимонената оранжерия винаги е оставал същият през вековете (единствената реставрация, за която има спомен, е от октомври 2004 г.). Дълъг корниз, леко издаден над вратите, завършва елегантната фасада. Скулптурите на фасадата представляват Музите, докато в цветните лехи пред тях има две музи и групата на Фортуна с рога на изобилието – римски произведения, копирани от елинистични скулптури, както и „Свирачът на гайда“ от Джовани Батиста Качини.
През зимата оранжерията изобилства на голям брой растения, особено цитрусови плодове, някои от които датират от епохата на Медичите с оригинални сортове.

#### Зона Аналена
Продължавайки по малката алея, успоредна на ул. „Романа“, се стига до входа на същата тази улица, наречена Аналена (от името на древния манастир Сан Винченцо д'Аналена, който се е намирал тук), с порта, пазена от два спящи каменни лъва.
Перспективата на този вход е украсена от Пещерата на Адам и Ева (1817), построена като малка екседра, предшествана от две колони, поддържащи архитрав. Интериорът е украсен с порести орнаменти и полихромни мозайки от камъчета, а името ѝ идва от скулптурната група на Адам и Ева от Микеланджело Накерино (около 1616 г.).
Все още от същата страна на ул. „Романа“, изкачвайки се към Палацо „Пити“, се натъкваме на Палацина ди Аналена – малка сграда в неокласически стил от архитекта Джузепе Качали.

#### Палацина дела Меридиана
Палацина делла Меридиана – неокласическа творба, започната от Гаспаре Мария Паолети при великия херцог Петер Леополд II през 1778 г. и завършена от Паскуале Почанти през 1822 – 1840 г., носи името си от слънчевия часовник, който я е пресичал отвътре.
Достъпът до нея е от Палацо „Пити“ и тя съхранява стенописите с „Епизоди от „Годениците““ от художника от XIX век Никола Чанфанели. В момента в него се помещава Музеят на модата и на облеклото.

#### Графска градина
В непосредствена близост до Палацина дела Меридиана е т. нар. Графска градина (Giardino del Conte), оградена от порта и преградена от жив плет от горски дъб и лаврово дърво. Барелеф с форма на ананас върху стълбовете на портата напомня как тук са провеждани ботанически експерименти за заселване на екзотични растения.
От тук може да се види ясно и древната обсерватория на Кралския музей по физика и естествена история.
- Оградена графска градина
- Трибуната на Галилей, видяна от градината

### Ананасова градина
Ананасовата градина е част от градината и е наречена така, защото там са отглеждани екзотични растения като кафе и ананас, които виждат своя максимален разкош през XIX век с Филипо Парлаторе. Ботаникът е искал да направи хербарий с цветя, плодове и семена на редки растения от цял свят. Днес градината съхранява богата колекция от водни растения, както и разновидности на екзотични растения, в перфектна симбиоза с околния пейзаж.